# Koltjärnen (Jättendals socken, Hälsingland)
Koltjärnen är en sjö i Nordanstigs kommun i Hälsingland och ingår i Gnarpsån-Harmångersåns kustområde. Sjön har en area på 0,0484 kvadratkilometer och ligger 53 meter över havet.

## Delavrinningsområde
Koltjärnen ingår i det delavrinningsområde (687043-157756) som SMHI kallar för Mynnar i havet. Medelhöjden är 38 meter över havet och ytan är 10,58 kvadratkilometer. Det finns inga avrinningsområden uppströms utan avrinningsområdet är högsta punkten. Avrinningsområdets utflöde mynnar i havet. Avrinningsområdet består mestadels av skog (71 procent) och jordbruk (16 procent). Avrinningsområdet har 0,05 kvadratkilometer vattenytor vilket ger det en sjöprocent på 0,5 procent. Bebyggelsen i området täcker en yta av 0,31 kvadratkilometer eller 3 procent av avrinningsområdet.